# Rezerwat przyrody Las Bukowy
Rezerwat przyrody Las Bukowy – rezerwat leśny w gminie Głuchołazy, w powiecie nyskim, w województwie opolskim.
Obejmuje stary drzewostan bukowy na północnych stokach Góry Chrobrego posiadający wysokie walory przyrodnicze i krajobrazowe. Został powołany w 1999 roku (Dz. Urz. Woj. Op., 1999, Nr 14, Poz. 38). Rezerwat znajduje się w granicach Parku Krajobrazowego Góry Opawskie oraz ostoi siedliskowej Natura 2000 „Góry Opawskie”. W odległości kilkudziesięciu metrów od „Lasu Bukowego” znajduje się kolejny rezerwat przyrody „Nad Białką”.
Obszar rezerwatu podlega ochronie czynnej. 
Spis flory rezerwatu obejmuje 103 taksony, w tym gatunki chronione: parzydło leśne, widłak jałowcowaty i czosnek niedźwiedzi.
Rezerwat jest ostoją nietoperzy. Znajdują się tu sztolnie z XV i XVI wieku, gdzie zimują podkowce małe, nocki orzęsione i mopki. Występuje tu również chroniony płaz – salamandra plamista, a z ptaków rzadkie gatunki związane z liściastymi starodrzewami, m.in. siniak, dzięcioł zielonosiwy i muchołówka białoszyja.
Teren rezerwatu jest udostępniony do zwiedzania: biegną przez niego trzy szlaki turystyczne (m.in. Główny Szlak Sudecki) oraz przyrodnicza ścieżka dydaktyczna.